# 리가 F
리그 F(스페인어: Liga F 리가 프[*])는 스페인 축구 리그 시스템의 최상위 여자 축구 리그이다. 1988년에 설립되었으며 스페인 왕립 축구 연맹(RFEF)이 주관한다. 하위 리그로는 프리메라 페데라시온(Primera Federación)가 있다.
스페인의 통신 회사인 피네트로크가 후원을 하고 있어 공식적으로 피네토르크 리가 프(Finetwork Liga F)로 부르고 있다.

## 역사
1988년에 스페인 왕립 축구 연맹에 의해 리가 나시오날 페메니나(Liga Nacional Femenina)라는 이름으로 설립되었으며 1988-89 시즌부터 1995-96 시즌까지는 홈 앤 어웨이 방식을 띤 단일 리그 형식으로 진행되었다. 1996년에 리그 명칭을 디비시온 데 오노르 페메니나(División de Honor Femenina)로 변경하면서 리그 진행 방식 또한 수정되었다. 1996-97 시즌부터 2000-01 시즌까지는 리그에 참가한 모든 팀들을 4개 조로 나누어 홈 앤 어웨이 방식을 띤 조별 리그를 진행한 다음에 각 조 1위 팀이 결선 토너먼트로 진출하여 우승 팀을 결정하는 방식을 사용했다.
2001년에는 리그 명칭을 수페르리가 페메니나(Superliga Femenina)로 변경했고 리그 진행 방식 또한 홈 앤 어웨이 방식을 띤 단일 리그 형식으로 회귀했다. 2001-02 시즌부터는 14개 팀이 참가했고 2008-09 시즌에는 참가 팀이 16개 팀으로 확대되었다. 2009-10 시즌에서는 참가 팀 수가 24개 팀으로 확대되면서 리그 진행 방식 또한 수정되었다. 2009-10 시즌부터 2010-11 시즌까지는 리그에 참가한 모든 팀들을 3개 조로 나누어 홈 앤 어웨이 방식을 띤 1차 조별 리그를 진행한 다음에 조별 예선 성적에 따라 2차 조별 리그에 진출하는 팀을 결정했다. 홈 앤 어웨이 방식을 띤 2차 조별 리그에서는 결승전에 진출하는 팀, 코파 데 라 레이나에 진출하는 팀, 하위 리그인 세군다 디비시온 페메니나로 강등되는 팀을 결정했다.
2011년에 리그 명칭을 프리메라 디비시온 페메니나(Primera División Femenina)로 변경하면서 리그 진행 방식 또한 홈 앤 어웨이 방식을 띤 단일 리그 형식으로 회귀했다. 2011-12 시즌에서는 18개 팀이 참가했지만 2012-13 시즌부터는 16개 팀이 참가하고 있다.

## 진행 방식
리가 F는 홈 앤 어웨이 방식의 라운드 로빈으로 진행되며 한 팀당 30경기를 치른다. 리가 F에서 가장 낮은 성적을 기록한 2개 팀은 프리메라 페데라시온으로 강등되고 프리메라 페데라시온에서 가장 높은 성적을 기록한 2개 팀은 리가 F로 승격된다. 또한 리가 F에서 1위부터 8위까지를 차지한 팀들은 코파 데 라 레이나 진출 자격을 획득하며, 1위팀은 UEFA 여자 챔피언스리그 본선에 직행하고 2위와 3위팀은 각각 2차 예선, 1차 예선에 진출한다.

## 참가팀

### 경기장과 위치
| 구단                 | 연고지                               | 경기장                          | 수용인원 |
| -------------------- | ------------------------------------ | ------------------------------- | -------- |
| 아틀레틱 클루브      | 빌바오                               | 레사마 2                        | 3,200    |
| 아틀레티코 마드리드  | 마드리드                             | 센트로 데포르티보 완다          | 2,500    |
| 바르셀로나           | 바르셀로나                           | 에스타디 요한 크라위프          | 6,000    |
| 데포르티보 아방카    | 라코루냐                             | 시다데 데포르티바 데 아베곤도   | 1,000    |
| 에이바르             | 에이바르                             | 콤플레호 데포르티보 데 운베     | 1,000    |
| 에스파뇰             | 산트 아드리아 데 베소스 (바르셀로나) | 시우다드 데포르티바 다니 하르케 | 1,500    |
| 레반테               | 발렌시아                             | 시우다드 데포르티바 데 부뇰     | 3,000    |
| 레반테 라스 플라나스 | 산트 호안 데스피                     | 무니시팔 데 라스 플라나스       | 1,000    |
| 그라나다             | 그라나다                             | 에스타디오 그라나다             | 600      |
| 마드리드 CFF         | 산세바스티안데로스레예스             | 에스타디오 페르난도 토레스      | 3,500    |
| 레알 베티스          | 세비야                               | 에스타디오 루이스 델 솔         | 1,300    |
| 레알 마드리드        | 마드리드                             | 에스타디오 알프레도 디 스테파노 | 6,000    |
| 레알 소시에다드      | 산 세바스티안                        | 캄포 호세 루이스 오르베고소     | 2,500    |
| 세비야               | 세비야                               | 에스타디오 헤수스 나바스        | 8,000    |
| UDG 테네리페         | 그라나디야 데 아보나                 | 에스타디오 프란시스코 수아레스  | 2,700    |
| 발렌시아             | 발렌시아                             | 에스타디오 안토니오 푸차데스    | 3,000    |